# Partit Ecologista-Els Verds
El Partit Ecologista-Els Verds de Portugal (Partido Ecologista "Os Verdes" en portuguès) és un partit polític ecologista.
Aquest partit polític té poc pes social, però compta amb representació al parlament portugués i es considera socialista en matèria de polítiques econòmiques i socials.